# 우치마키촌 (사이타마현)
우치마키촌(内牧村)은 사이타마현의 중남부 미나미사이타마군에 속했던 촌이다. 

## 지리
간토평야의 중앙부에 위치한다. 동부를 제외한 지역은 내목대지로 이루어져 있으며, 고도는 대체로 7미터에서 13미터 정도이다. 남부에는 고분군이 존재한다.
- 현재의 가스카베시에 해당한다.

## 역사
- 1889년 4월 1일 - 정촌제 시행에 의해 미나미사이타마군 우치마키촌이 성립하였다.
- 1944년 4월 1일 - 가스카베정과 합병해 가스카베정이 되었다.
- 1954년 7월 1일 - 가스카베정이 도요하루촌, 다케사토촌, 기타카쓰시카군 고마쓰촌, 도요노촌과 합병해 가스카베시가 되었다.